# Gerrit den Braber
Gerrit den Braber (Rotterdam, 23 maart 1929 – Blaricum, 3 mei 1997) was een Nederlands liedjes- en tekstschrijver. Verder heeft hij diverse radio- en televisieprogramma's geproduceerd, geregisseerd en ook gepresenteerd.

## Leven
Den Braber richtte in 1947 met vrienden de Rotterdamse ziekenomroep RANO (=Radio Amateur Netwerk Organisatie) op. Via deelname aan Minjon (Miniatuur Jeugd Omroep Nederland) kwam hij in 1955 in dienst bij de AVRO op de afdeling Jeugdprogramma's van Herman Broekhuizen. Tot 1965 verzorgde hij jeugd-, jongeren- en amusementsprogramma's. Bekend was onder meer Rooster. Vanaf 1966 was hij werkzaam bij Phonogram als producer en hoofd programmabureau. Later werkte hij ook nog enige tijd voor VNU in Haarlem. Eenmaal terug bij de AVRO maakte hij onder meer radioprogramma's. Bekend werd De Burgemeester is jarig.
Den Braber was gescheiden en woonde daarna 30 jaar samen met Thérèse Steinmetz. Hij had drie kinderen met zijn eerste vrouw. De tekstschrijver overleed op 68-jarige leeftijd aan de gevolgen van een herseninfarct.

## Werk
Den Braber schreef tal van liedjes die mede om hun tekst bekend werden, waaronder:
- "Spiegelbeeld" (Willeke Alberti)
- "De glimlach van een kind" (Willy Alberti)
- "La mamma" (Corry Brokken)
- "Mijn gebed" (DC Lewis)
- "Sophietje" (zij dronk ranja met een rietje) (Johnny Lion)
- "Paradiso" (Anneke Grönloh)
- "De generaal" (Lenny Kuhr)
- "Aan de andere kant van de heuvels" (Liesbeth List & Ramses Shaffy)
- "Fernando en Filippo" (Milly Scott)
- "Laat me alleen" (Rita Hovink)
- "Ritme van de regen" (Rob de Nijs)
- "Een roosje, m'n roosje" (Conny Vandenbos)
- "Sjakie van de hoek" (Conny Vandenbos)
- "Drie zomers lang" (Conny Vandenbos)
- "Toch ben je oma" (Louis Neefs)[1]

Verder heeft hij onder andere de Nederlandse tekst van "Hoi, Pippi Langkous" geschreven, en verscheidene liedjes voor het Eurovisiesongfestival. De meeste van zijn liedjes zijn Nederlandstalig. Den Braber schreef ook onder de pseudoniemen Peter Cirkel en Lodewijk Post.
In 1975 ontving Den Braber een Gouden Harp. Er is een belangrijke Rotterdamse prijs naar hem vernoemd, de Gerrit den Braber Muzeprijs. Dit is een waarderingsprijs die jaarlijks wordt toegekend aan een publieke persoonlijkheid uit de kunst-, cultuur-, media- of sportwereld, die zich op bijzondere en veelvuldige wijze belangeloos verdienstelijk heeft gemaakt in het sociaal, charitatief of maatschappelijk verkeer.